# Camden (miasto w stanie Nowy Jork)
Camden – miasto w Stanach Zjednoczonych, w stanie Nowy Jork, w hrabstwie Oneida.